# Дятилівка
Дятилі́вка, Дятелівка — село в Україні, в Улашанівській сільській громаді Шепетівського району Хмельницької області. Населення становить 100 осіб.

## Історія
Перша назва села — Дятлів став. Вперше село під такою назвою згадується в історичних документах у 1620 році. Тоді в ньому нараховувалися лише 4 будинки.
У 1860-1870 роках у селі була церковно-приходська платна школа, у якій навчалися 19 учнів.
У 1906 році село Жуківської волості Ізяславського повіту Волинської губернії. Відстань від повітового міста 38 верст, від волості 5. Дворів 68, мешканців 397.
7 (20) листопада 1917 року, відповідно до Третього Універсалу Української Центральної Ради, увійшло до складу Української Народної Республіки.
В роки Другої Світової війни загинуло 49 жителів села.
12 червня 2020 року, відповідно до розпорядження Кабінету Міністрів України № 727-р «Про визначення адміністративних центрів та затвердження територій територіальних громад Хмельницької області», увійшло до складу Улашанівської сільської територіальної громади.
19 липня 2020 року, в результаті адміністративно-територіальної реформи та ліквідації Славутського району, село увійшло до складу новоутвореного Шепетівського району.

## Населення
Згідно з переписом УРСР 1989 року чисельність наявного населення села становила 313 осіб, з яких 136 чоловіків та 177 жінок.
За переписом населення України 2001 року в селі мешкало 226 осіб. 100 % населення вказало своєю рідною мовою українську мову.

## Символіка
Затверджена 26 листопада 2015 р. рішенням № 2 II сесії сільської ради VII скликання.

### Герб
На срібному щиті лазуровий круг, на якому три золотих дубових листка з двома жолудями. Щит вписаний у декоративний картуш і увінчаний золотою сільською короною. Унизу картуша напис «ДЯТИЛІВКА».
Синій круг — символ першої назви села «Дятлів став». Дубове листя і жолуді — символ густих дібров, серед яких виникло село. Корона означає статус населеного пункту.

### Прапор
Квадратне біле полотнище, у центрі якого синій круг з трьома жовтими дубовими листками і двома жолудями.

## Уродженці
Кузьмук Олександр Іванович — український політик, генерал армії України